# NGC 3455
NGC 3455 este o intermediate spiral galaxy⁠(d) situată în constelația Leul. A fost descoperită în 1784 de către William Herschel. Se află la o distanță de 29,51 de megaparseci de Pământ.